# پریسا رفیعی
پریسا رفیعی (زاده۱۳۷۵ در زنجان) دانشجوی رشته عکاسی دانشگاه تهران است که در شهریور ۱۳۹۷ به خاطر شرکت در اعتراضات صنفی در دانشگاه به هفت سال زندان محکوم شد. خبر بازداشت پریسا رفیعی ابتدا روز ۶ اسفند ماه ۱۳۹۶ منتشر شده بود. سعید خلیلی وکیل وی تلویحاً گفت که این پرونده با مداخله نهادهای نظامی تشکیل شده‌است. کیفرخواست وی اتهام اجتماع و تبانی به قصد ارتکاب جرم علیه امنیت کشور و فعالیت تبلیغی علیه نظام و اخلال در نظم عمومی ذکر شده‌است. وی در تاریخ ۱۸ خرداد ۱۴۰۰ با اعمال ماده ۱۳۴ قانون مجازات اسلامی و تجمیع پرونده‌ها و پس از گذراندن یک سال حبس آزاد شد.